# Hyles stroehlei
The Hindu Kush Hawkmoth (Hyles stroehlei) là một loài bướm đêm thuộc họ Sphingidae. Nó là loài duy nhất được tìm thấy ở Hindu Kush mountains và Kohistan (Swat Province) in Pakistan.
Sải cánh dài 55–70 mm. Con trưởng thành bay from cuối tháng 6 to đầu tháng 7.